# 臺東製糖
臺東製糖株式會社為台灣日治時期位於臺東廳的糖業公司，成立於1913年，其曾為台東地區的第二大會社，僅次於臺灣銀行台東出張所，也是台東地區的第一家糖廠。1943年併入明治製糖株式會社。其主要糖廠為卑南工場，戰後作為台灣糖業公司台東糖廠。

## 介紹
在臺灣總督府的糖業獎勵與移民政策下，臺東製糖株式會社以安場末喜、野田豁通、若尾璋八為發起人，於1913年2月成立，社長為石川昌次；從事製糖、移民開墾與鐵道事業。新式製糖分蜜工場「卑南工場」於1914年底動工，1916年1月開始製糖作業。在移民事業方面，於1916、1917年招募了來自日本內地的農民（多數來自新潟县和長野縣），並安置在臺東廳的鹿野村、池上村、旭村、鹿寮村等四處內地人移民村；且同時在同位於臺東廳的大原、月野、德公班和萬安部落招來台灣西部的本島人移民，使用兩臺由美國進口的拖拉機進行大規模荒蕪地開墾作業，以增加製糖原料的生產。1917年合併野田經營的「野田製糖場卑南工場」，收購「新鄉製糖合資會社里壠工場」等兩處改良糖廍，並亦另在新開園設置改良糖廍，陸續擴張製糖事業。
第一次世界大戰後造成的經濟不景氣，且1919年8月的暴風雨使製糖工場部分損壞，甘蔗原料減產，卑南溪、呂家溪等河川帶的河水暴漲造成農耕地荒廢、鐵橋流失、道路損毀等災情，加上台東地方的人口稀少，大部分蔗農為原住民，臺東製糖認為甘蔗生產指導不易，以及交通不便等因素導致臺東製糖的製糖事業並不順利。於是臺東製糖於1921年10月決定減資，將一半的資金另設立「台東拓殖株式會社」，專門經營移民、開墾和鐵道事業。1923年，其鐵道由台灣總督府收買，轉由鐵道部經營。隨著製糖事業逐漸穩定，臺東製糖於1937年5月再將台東拓殖株式會社合併。1939年，廢除里壠工場與新開園工場。1943年，其卑南工場被明治製糖株式會社收購，改稱臺東製糖所。
| 名稱         | 位置                 | 能力                |
| ------------ | -------------------- | ------------------- |
| 臺東製糖本社 | 臺東廳臺東街馬蘭     |                     |
| 東京出張所   | 東京市麴町區八重洲町 |                     |
| 卑南工場     | 臺東廳臺東街馬蘭     | 350英噸             |
| 里壠工場     | 臺東廳關山郡關山庄   | 40英噸（改良糖廍）  |
| 新開園工場   | 臺東廳關山郡池上庄   | 100英噸（改良糖廍） |